# Angelo Capranica
Angelo Capranica (Capranica Prenestina, c. 1410 - Roma, 3 de julio de 1478) fue un eclesiástico y político italiano. 

## Biografía

### Primeros años
Angelo Capranica fue hijo de Niccolò Pantagati, cuya familia cambió su apellido por el de su lugar de residencia (Capranica, en el Lacio), y de Iacobella, de cuyo origen no se tienen noticias.  
Tuvo al menos cinco hermanos: Paolo, que fue obispo de Evreux y arzobispo de Benevento, Domenico, cardenal, y Antonio, Giuliano y Giovanni Battista, que fueron laicos. 
Estudiante de la Universidad de Bolonia, se doctoró en decretos en la de Padua no mucho después de 1428.

### Obispo
Se halló presente en el Concilio de Basilea junto a su hermano Domenico, que apeló al concilio para que le reconocieran el cardenalato concedido por Martín V.  Durante el pontificado de Eugenio IV fue nombrado obispo de Siponto en 1438 y durante el de Nicolás V fue transferido a la diócesis de Ascoli Piceno en 1447.  
Entre 1448 y 1449 formó parte junto a Giovanni da Capestrano de la comisión encargada de investigar el proceso de canonización de san Bernardino de Siena, que se llevó a cabo el año siguiente.  
Gobernador de Foligno en 1450, ese mismo año fue trasladado a la diócesis de Rieti.

### Cardenal
Tras la muerte de su hermano Domenico, Pío II le nombró su sucesor como regente de la penitenciaría apostólica, y en el consistorio del 5 de marzo de 1460 le creó cardenal del título de Santa Cruz en Jerusalén.  Gobernador de Bolonia desde 1458, desde su creación como cardenal ocupó el mismo puesto con cargo de legado pontificio durante la signoria de Sante y Giovanni II Bentivoglio.
Participó en el cónclave de 1464 en el que fue elegido papa Paulo II y en el de 1471 en que lo fue Sixto IV, que le envió como su legado a las principales cortes italianas para obtener su ayuda en la guerra contra los turcos.  Cardenal obispo de Palestrina desde 1472, obispo de Fermo el año siguiente, en distintos periodos de su vida fue también protector de los dominicos y de los cartujos y abad comendatario de varios monasterios en Italia.

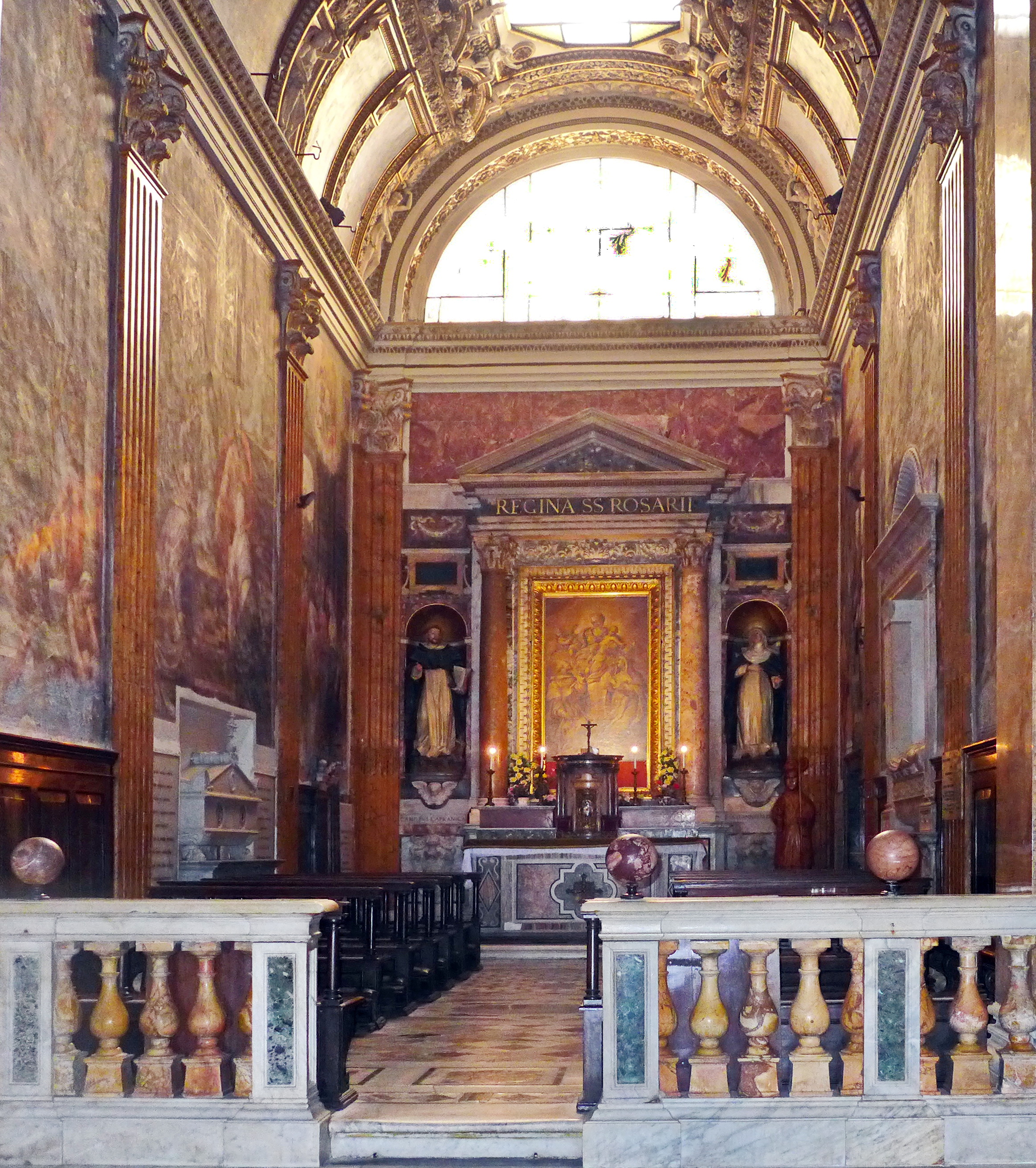
Su sepultura en la capilla Capranica, en Santa Maria sopra Minerva de Roma.

Muerto en 1478 con cerca de setenta años, fue sepultado en la capilla familiar en Santa María sobre Minerva junto a su hermano Domenico.